# D916 (Oise)
De D916 is een departementale weg in het Noord-Franse departement Oise. De weg loopt van Clermont via Saint-Just-en-Chaussée naar Breteuil.

## Geschiedenis
Oorspronkelijk was de D916 onderdeel van de N16. In 1973 werd de weg overgedragen aan het departement Oise, omdat de weg geen belang meer had voor het doorgaande verkeer. De weg is toen omgenummerd tot D916.